# Mord im Dunkeln
Mord im Dunkeln (auch: Mörder und Detektiv) ist ein bekanntes Spiel für Kindergeburtstage, das sinnvollerweise nicht im Freien stattfinden kann. Es sollten wenigstens fünf Kinder und, um den Spielspaß nicht zu zerstören, nicht mehr als ungefähr 15 Kinder teilnehmen. Da das Spiel einige Gruseleffekte beinhaltet, sowie eine gewisse Kommunikationskompetenz voraussetzt, sollten die Kinder älter als zehn Jahre sein. Ein Spielleiter kann den Spielablauf unterstützen.

## Spielidee
Die Kinder befinden sich in einer imaginären Diskothek. Während sie tanzen, geschieht ein „Mord“. Ein herbeigerufener Spezialist versucht nun durch Befragungen der Zeugen das „Verbrechen“ aufzuklären.

## Der Spielablauf
Die Kinder befinden sich in einem Raum, der von der Größe her so beschaffen sein sollte, dass sich alle relativ gut und frei bewegen können und dabei nicht ans Mobiliar stoßen, was umso wichtiger ist, weil der Raum zum Spielbeginn abgedunkelt wird.

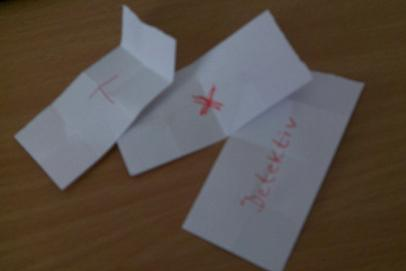
Typische Zettel bei „Mord im Dunkeln“

Zuvor zieht jedoch jeder einen Zettel, der seine geheim zu haltende Rolle im Spiel kennzeichnet. Auf den Zetteln können z. B. Schneider, Friseurin, Krankenschwester usw. draufstehen. Ein Zettel gilt dem designierten „Mörder“,  er wird in der Regel entweder durch dieses Wort, ein „M“ oder ein Kreuz markiert. Der letzte Zettel ist dem Spezialisten für die Mordaufklärung vorbehalten. Dieser kann ganz nach Belieben als Kommissar, Detektiv, Polizist oder in ähnlicher Weise bezeichnet und auf dem Zettel entsprechend gekennzeichnet werden.
Der „Detektiv“ bzw. „Polizist“ begibt sich nun aus dem Raum und wartet vor der verschlossenen Tür. Im Raum selbst wird nun die Musik aufgedreht und dann das Licht ausgeschaltet. Aufgabe des „Mörders“ ist es nun, im Dunkeln eine der anderen Personen nach einem zuvor vereinbarten qualitativen Zeichen „umzubringen“. Das kann z. B. das dreimalige Tippen auf die Schulter sein oder ein Piken in die Seite. Auf jeden Fall sollte hierbei keine große Kraft nötig sein, denn das ganze ist ja nur ein Spiel.
Der so „Umgebrachte“ macht seinen „Tod“ durch einen lauten Schrei und sein Umfallen kenntlich. Der Schrei sollte laut genug sein, dass ihn der vor der Tür wartende „Detektiv“ hören kann. Dieser betritt nun den Raum und schaltet das Licht an sowie die Musik aus. Seine Aufgabe ist es nun, durch Befragen der Zeugen den „Mörder“ herauszufinden.
Dabei geht er so vor, dass er jeden im Raum dreimal nach seinem Alibi befragt. Die Tänzer sind nun gehalten, dem Ermittler in jeder der allgemeinen Befragungsrunden dreimal dasselbe zu erzählen, während der Mörder mindestens einmal etwas anderes erzählen muss. Der Ermittler muss also genau hinhören, um den „Mörder“ zu erkennen. Hieran ist auch zu ersehen, dass sich dieses Spiel bei jüngeren Kindern eher für kleinere Gruppen eignet.

## Varianten
- Als Variante kann das Spiel auch so vonstattengehen, dass der Mörder während des Tanzens etwas an seinem Äußeren verändert, ein kleines, aber doch auffälliges Detail. Der „Detektiv“ muss sich dann die anderen Kinder vor dem Verlassen des Raumes genau einprägen und den „Mörder“ anhand der Veränderung entlarven. So oder so sollten die „Tänzer“ durch ihr Verhalten dem Ermittler helfen, also nichts an sich verändern bzw. jedes Mal dasselbe als Alibi erzählen, denn schließlich haben zusammen mit dem „Detektiv“ auch sie gewonnen, wenn der Richtige als „Mörder“ enttarnt wird. Gelingt dies nicht, hat der „Mörder“ das Spiel gewonnen.
- Bei Blinzeln handelt es sich um ein Gesellschaftsspiel, bei dem ebenfalls ein „Detektiv“ den „Mörder“ ausfindig machen muss. Vor dem Beginn des Spieles wird der Detektiv aus dem Zimmer geschickt und die übrig gebliebenen Spieler einigen sich auf einen Mörder. Danach wird der Detektiv herein gerufen. Die Personen bewegen sich während des Spiels durchs Zimmer oder stehen sich in einem Kreis gegenüber. Wenn der Mörder einen Mitspieler anblinzelt, fällt dieser „tot“ zu Boden. Der Detektiv muss versuchen, den Mörder zu identifizieren und dabei die Opferzahl so gering wie möglich zu halten.